# میرزا محمدصادق کاظمی
میرزا محمدصادق کاظمی سیاست‌مدار ایرانی بود، که در دوره بیست و چهارم مجلس شورای ملی بعنوان نماینده استهبان و نیریز از استان فارس در مجلس شورای ملی حضور داشت.